# Clement Greenberg
Clement Greenberg (16 de enero de 1909 - 7 de mayo de 1994) fue un influyente crítico de arte estadounidense muy relacionado con el movimiento abstracto en los Estados Unidos. En particular, promovió el movimiento del Expresionismo abstracto y tuvo relaciones muy estrechas con el pintor Jackson Pollock. 

## Primeros años y kitsch
Clement Greenberg nació en el barrio del Bronx, Nueva York, en 1909. Sus padres eran inmigrantes judíos de clase media, y él era el mayor de sus tres hijos. Desde niño, Greenberg dibujaba compulsivamente, hasta que de joven empezó a centrarse en la literatura. 
Greenberg asistió a la Erasmus Hall High School, a la Marquand School for Boys, y luego a la Syracuse University, graduándose con un A.B. en 1930, cum laude, Phi Beta Kappa. Después de la universidad, ya como fluido en yiddish e inglés desde la infancia, Greenberg se enseñó a sí mismo italiano y alemán, además de francés y latín. Durante los años siguientes, Greenberg viajó por Estados Unidos trabajando para el negocio de productos secos de su padre, pero el trabajo no se ajustaba a sus inclinaciones, por lo que se dedicó a trabajar como traductor. Greenberg se casó en 1934, tuvo un hijo al año siguiente y se divorció un año después. En 1936, Greenberg aceptó una serie de empleos en el gobierno federal, desde la Administración de la Función Pública, pasando por la Administración de Veteranos, hasta llegar a la División de Tasadores del Servicio de Aduanas en 1937. Fue entonces cuando Greenberg comenzó a escribir en serio, y poco después empezó a publicar en un puñado de pequeñas revistas y periódicos literarios.
Destacó por vez primera como crítico de arte con su ensayo Avant-Garde and Kitsch, publicado por vez primera en el periódico Partisan Review de 1939. En este artículo Greenberg afirmó que la vanguardia y el arte modernista fue un medio de resistirse a la nivelación de la cultura producida por la propaganda capitalista. Greenberg se apropió de la palabra alemana 'kitsch' para describir este consumismo, aunque sus connotaciones han cambiado desde entonces hacia una noción más afirmativa de materiales de desecho de la cultura capitalista. El arte moderno, como la filosofía, exploró las condiciones bajo las cuales experimentamos y entendemos el mundo.

## Expresionismo abstracto
En los años posteriores a la Segunda Guerra Mundial, Greenberg consideró que los mejores artistas de vanguardia estaban surgiendo en Estados Unidos y no en Europa. Defendió en particular a Jackson Pollock como el mejor pintor de su generación, conmemorando los lienzos de «pintura gestual» all over. En el ensayo del año 1955 titulado «American-Type Painting», Greenberg defendió la obra de los expresionistas abstractos, entre ellos Jackson Pollock, Willem de Kooning, Hans Hofmann, Barnett Newman, y Clyfford Still, como la siguiente etapa en el arte moderno, arguyendo que estos pintores estaban avanzando hacia un mayor énfasis en la «planeidad» del plano pictórico. Greenberg afirmó que este carácter plano separaba su obra de la de los antiguos maestros, quienes consideraban el carácter plano del lienzo como un obstáculo para la pintura.  Greenberg defendió un método de autocrítica que permitiera que la pintura abstracta pasara de ser decorativo papel pintado a un auténtico arte. Consideraba que Estados Unidos se había convertido en el guardián del «arte avanzado». Alabó movimientos similares que estaban teniendo lugar en el extranjero y, después del éxito de la exposición de Painters Eleven en 1956 con los artistas abstractos estadounidenses en la galería Riverside de Nueva York, viajó a Toronto a ver la obra del grupo en 1957. Quedó particularmente impresionado por el potencial de pintores como William Ronald y Jack Bush, y más tarde desarrolló una amistad íntima con Bush. Greenberg vio en la obra post-Painters Eleven de Bush una clara manifestación del cambio desde el expresionismo abstracto hacia la pintura de los campos de color y la abstracción lírica, un cambio que él había reclamado en la mayor parte de sus escritos de la época.
Rechazó el Pop Art de los años 1960, una tendencia claramente influida por la cultura kitsch. Su oposición a las teorías postmodernas y a los movimientos socialmente comprometidos dentro del arte llevaron a que fuese rechazado por artistas e historiadores del arte posteriores.

## Abstracción post-pictórica
Con el tiempo, Greenberg se preocupó porque algunos expresionistas abstractos habían quedado reducidos a un «conjunto de manierismos» y buscó una nueva serie de artistas que alcanzaran una cierta pureza que revelara la veracidad del lienzo, y los aspectos bidimensionales del espacio («planeidad»). Greenberg acuñó el término «Abstracción postpictórica» para distinguirlos del Expresionismo abstracto, o Abstracción pictórica, tal como Greenberg prefería llamarla. La abstracción post-pictórica reaccionó contra la abstracción gestural y se ramificó en dos grupos, los pintores Hard-Edged  como Ellsworth Kelly y Frank Stella quienes exploraron las relaciones entre formas y bordes, y los pintores Color-Field como Helen Frankenthaler y Morris Louis, quienes vertieron pintura diluida en el lienzo sin imprimación explorando los aspectos táctiles y ópticos de grandes y vivos campos de color puro y abierto. Sin embargo, la línea divisoria entre estos movimientos es tenue, ya que artistas como Kenneth Noland utilizaron aspectos de ambos movimientos en su arte. En general, se considera que la abstracción post-pictórica continúa la dialéctica autocrítica del Modernismo.
Greenberg se fijó cada vez más en un nuevo conjunto de artistas que abandonaban elementos como la temática, la conexión con el artista y las pinceladas definidas. Greenberg sugería que este proceso alcanzaba un nivel de "pureza" (palabra que sólo utilizaba entre comillas) que revelaría la veracidad del lienzo y los aspectos bidimensionales del espacio (planitud). Greenberg acuñó el término Abstracción post-pictórica para distinguirla del Expresionismo abstracto, o Abstracción pictórica, como Greenberg prefería llamarla. Abstracción post-pictórica era un término dado a una miríada de arte abstracto que reaccionaba contra la abstracción gestual de la segunda generación de expresionistas abstractos. Entre las tendencias dominantes en la Abstracción Post-pictórica se encuentran Pintores de bordes duros como  Ellsworth Kelly y Frank Stella que exploraron las relaciones entre formas y bordes estrechamente reglados, en el caso de Stella, entre las formas representadas en la superficie y la forma literal del soporte y Color-Field Painters como Helen Frankenthaler y Morris Louis, que tiñeron primero Magna y luego pinturas acrílicas al agua sobre lienzos sin imprimar, explorando los aspectos táctiles y ópticos de grandes y vivos campos de color puro y abierto. Sin embargo, la línea divisoria entre estos movimientos es tenue, ya que artistas como Kenneth Noland utilizaron aspectos de ambos movimientos en su arte. En general, se considera que la abstracción post-pictórica continúa la dialéctica autocrítica del Modernismo.

## Obra
Greenberg concibe la historia del arte de forma evolutiva como una serie de revoluciones relacionadas con las convenciones históricas del medio (pintura, escultura, etc.). En este enfoque podemos ver rastros de la enseñanza de Hans Hofmann y del pensamiento marxista que era de uso común en los círculos cultos de izquierda de los Estados Unidos en la década de 1930. Señaló que la pintura modernista, marcada por una tendencia a la autocrítica, afirmaba cada vez más claramente la planitud del plano pictórico ( picture plane ) en el que se basaba. Basó su reflexión histórica en estudios precisos de la pintura de Cézanne, en particular de los de su amigo Meyer Schapiro.
En su apogeo, alrededor de 1951, Greenberg fue posiblemente el crítico de arte más importante de Estados Unidos. Y tan elogiado como atacado como el "Papa" del mundo artístico de Nueva York. Su influencia alcanzó su apogeo a mediados de la década de 1960, después de lo cual fue objeto de crecientes críticas. El ataque que los posmodernistas lanzaron contra el modernismo hegemónico, a su vez, favoreció los estudios greenbergianos. En el lado posmoderno, Hal Foster, quizás el autor inglés más conocido y más accesible, considera a Greenberg y a su epígono de los años 1960, Michael Fried, como la fuente de un  "modernismo tardío"  históricamente limitado. En 1973, el escritor Tom Wolfe, en un panfleto crítico y sarcástico titulado The  Painted Word, ridiculizó las teorías de Greenberg calificándolas de "bizantinas " (haciendo una alusión irónica a un texto de Greenberg). El pintor inglés Patrick Heron consideró que la actitud de Greenberg transformaba el juicio crítico en una simple “crítica de las elegancias” y de la moda.
Greenberg regresó (en Después del expresionismo abstracto) a una formulación temprana de su pensamiento (dos años antes, en Pintura modernista) que fue malinterpretada. Según esta última formulación, la tarea autocrítica del modernismo es "enteramente empírica y para nada una cuestión de teoría", su objetivo es "determinar para todos los efectos prácticos la esencia irreductible del arte", y que bajo la prueba del modernismo un número cada vez mayor de convenciones de la pintura se han revelado como "opcionales, no esenciales". Después de esta aclaración, ya no es posible hacer de Greenberg "una especie de platónico de la pintura pura que defiende una concepción esencialista del arte" (cita  p.  71).
Para quienes apoyan un retorno al estudio de Greenberg, la movilidad de sus palabras, de sus juicios, "a medio camino entre la crítica parcial y subjetiva de la mejor tradición (Baudelaire, Fénéon), el enfoque histórico y el análisis formal, es una de las más fructíferas del siglo, en lo que respecta al arte moderno (incluso aquellos que lo combaten lo admitirán)". »
Además, los cambios de opinión de Greenberg son esclarecedores respecto de la visión que la modernidad tenía de sí misma y de sus dudas. Y quizá también si nos interesa todavía hoy es porque a diferencia de los posmodernos, Greenberg ha mantenido, con o sin argumentación, el juicio estético (el famoso juicio del gusto) distinguiendo entre "buen arte" y "mal arte" dentro de sus criterios formales, y "el temblor de un reflejo" (según la feliz expresión de Thierry de Duve  ) que se esfuerza en pensar lo que resiste en nuestra relación con el arte moderno.

### Color Field MovementyHard-Edge
Greenberg concibe y analiza una nueva categoría de pintores del movimiento pictórico modernista estadounidense de los años 1950-1960: 
- Los pintores del movimiento Color Field que utilizaron campos de colores impregnados (manchados en) o difusos (extendidos a través): Helen Frankenthaler, Morris Louis, Kenneth Noland, Jules Olitsky, Sam Francis... a menudo con lienzos sin imprimar. Jackson Pollock, Adolph Gottlieb, Hans Hofmann, Barnett Newman, Clyfford Still, Mark Rothko, Robert Motherwell, Ad Reinhardt y los últimos trabajos de Arshile Gorky fueron considerados por Greenberg afines a la pintura Color Field. Sin embargo, por regla general, Clement Greenberg prefería hablar de «Post Painterly Abstraction» para designar las nuevas tendencias surgidas de esta generación (expresionista), que en general había practicado una abstracción muy «pictórica».

- Los pintores del hard-edge (Ellsworth Kelly, Frank Stella y Kenneth Noland, continuadores del proceso desde Kasimir Malevich y Piet Mondrian hasta Barnett Newman) se asocian a menudo con el movimiento Color Field. Pero el término fue acuñado por el autor, comisario y crítico de Los Angeles Times en 1959 para describir el estilo de ciertos artistas californianos que reaccionaron contra el Expresionismo Abstracto utilizando formas planas con bordes limpios. Esta primera exposición Four Abstract Classicists se difundió después en Inglaterra e Irlanda con el título de California Hard-edge, obra del crítico y comisario británico Lawrence Alloway.

La lista de pintores que defendió es larga, entre ellos : Helen Frankenthaler (su novia) , Hans Hofmann, Friedel Dzubas, John Hoyland, Ellsworth Kelly, Henri Matisse, Morris Louis, Kenneth Noland, Jules Olitsky, Jackson Pollock por supuesto, e incluso Frank Stella....

## Colección Clement Greenberg
En 2000, el Museo de Arte de Portland (PAM) adquirió la Colección Clement Greenberg, compuesta por 159 pinturas, grabados, dibujos y esculturas de 59 importantes artistas de finales del siglo XX y principios del XXI. El PAM expone las obras principalmente en el Centro Jubitz de Arte Moderno y Contemporáneo; algunas esculturas residen al aire libre. La mayoría de los artistas representados son estadounidenses, junto con varios canadienses y un puñado de artistas de otras nacionalidades. Entre los artistas representados en la colección figuran Edward Avedisian, Walter Darby Bannard, Stanley Boxer, Jack Bush, Anthony Caro, Dan Christensen, Ronald Davis, Richard Diebenkorn, Enrico Donati, Friedel Dzubas, André Fauteux, Paul Feeley, Helen Frankenthaler, Robert Goodnough, Adolph Gottlieb, Hans Hofmann, Wolfgang Hollegha, Robert Jacobsen, Paul Jenkins, Seymour Lipton, Georges Mathieu, Kenneth Noland, Jules Olitski, William Perehudoff, Jackson Pollock, Larry Poons, William Ronald, Anne Ryan, David Smith, Theodoros Stamos, Anne Truitt, Alfred Wallis y Larry Zox. 
La viuda de Greenberg, Janice van Horne, donó su biblioteca anotada de catálogos de exposiciones y publicaciones sobre artistas de la colección de Greenberg al Museo de Arte de Portland. La biblioteca anotada de Greenberg está disponible en la Biblioteca Familiar Crumpacker del Museo de Arte de Portland, abierta al público de forma gratuita.

## Escritos de Clement Greenberg
- Art and Culture, Beacon Press, 1961, ISBN 978-0-807-06681-2
- The Collected Essays and Criticism, edición de John O'Brian, University Of Chicago Press :
  - Volume 1 : Perceptions and Judgments, 1939-1944, 1988 ISBN 0-226-30621-6
  - Volume 2 : Arrogant Purpose, 1945-1949, 1988 ISBN 0-226-30622-4
  - Volume 3 : Affirmations and Refusals, 1950-1956, 1995 ISBN 0-226-30623-2
  - Volume 4 : Modernism with a Vengeance, 1957-1969, 1995 ISBN 0-226-30624-0
- Homemade Esthetics - Observations on Art and Taste. Oxford University Press. 1999. pp. 220. ISBN 0-19-512433-2.
- Clement Greenberg, late writings. University of Minnesota Press. 2003. pp. 248. ISBN 0-8166-3938-8.
- Dossier Pollock, contiene las traducciones de los textos escritos por Pollock para Clement Greenberg, Macula (périodique) N 2, 1977 ISSN 0397-5770
- Après l'expressionnisme abstrait, 1962, et Abstraction post-picturale, 1964, en Regards sur l'art américain des années soixante, antología crítica de Claude Gintz, éd Territoires, 1979, ASIN: B0014M14JO
- Ecrits choisis des années 1940 & Art et Culture, introducción y notas de Katia Schneller, traducción Christine Savinel y Ann Hindry, Paris, Macula, 2017 ISBN 978-2-86589-097-2